# Pinkafeld
Pinkafeld (in ungherese: Pinkafő, in croato: Pinkafelj, in sloveno: Pinkafel) è un comune austriaco di 5 648 abitanti nel distretto di Oberwart, in Burgenland; ha lo status di città (Stadtgemeinde). Nel 1970 ha inglobato il comune soppresso di Hochart.